# スヴァールバル諸島の交通

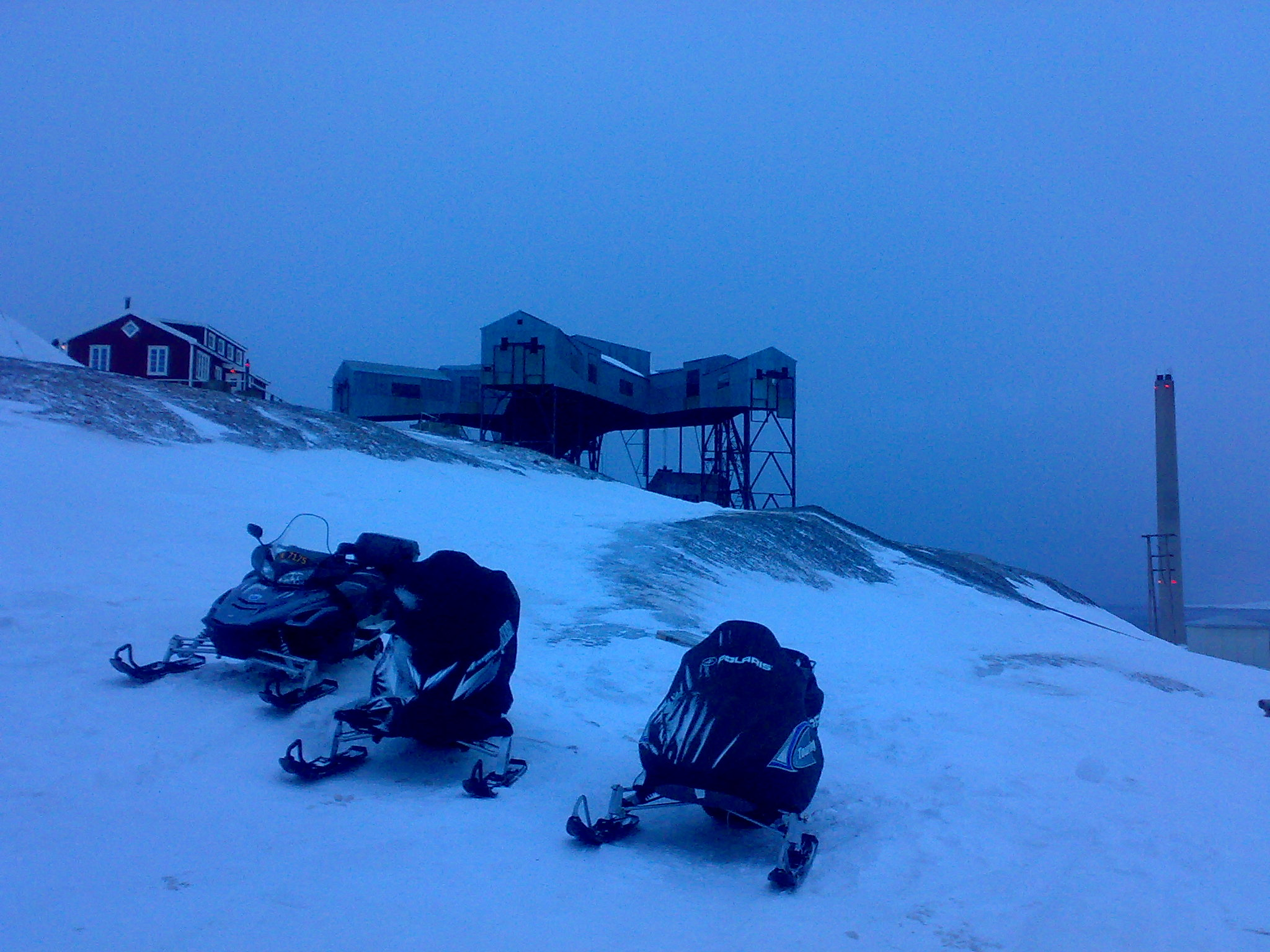
ロングイェールビーンのスノーモービル

スヴァールバル諸島の交通（スヴァールバルしょとうのこうつう）では、ノルウェーのスヴァールバル諸島の交通について説明する。諸島に集落は4つ存在するが、それらを結ぶ道路は存在しない。オフロードで電動輸送機器を走行させることは禁じられているが、スノーモービルは冬の間、広く使用される。ロングイェールビーンからバレンツブルク（45km）やピラミーデン（100km）へは、年中船が運行されており、冬はスノーモービルを使って輸送することができる。
すべての集落には港があり、ロングイェールビーンにはバスがある。

## 航空
スヴァールバル諸島には3つの空港が存在している。
スヴァールバル空港は主要な空港でロングイェールビーンの北西3kmに位置し、定期便がある世界最北端の空港である。
ロングイェールビーン付近にできた最初の空港は、第二次世界大戦時にドイツ空軍によって建設され、スヴァールバル諸島で最初の空港であった。それは、1959年に臨時飛行で最初に使用されたが、年に数か月しか運用できなかった。現在の空港の建設は1973年に始まり、空港は1975年9月2日に開港した。
スヴァールバル空港は2009年、138,934人が利用した。

## 鉄道

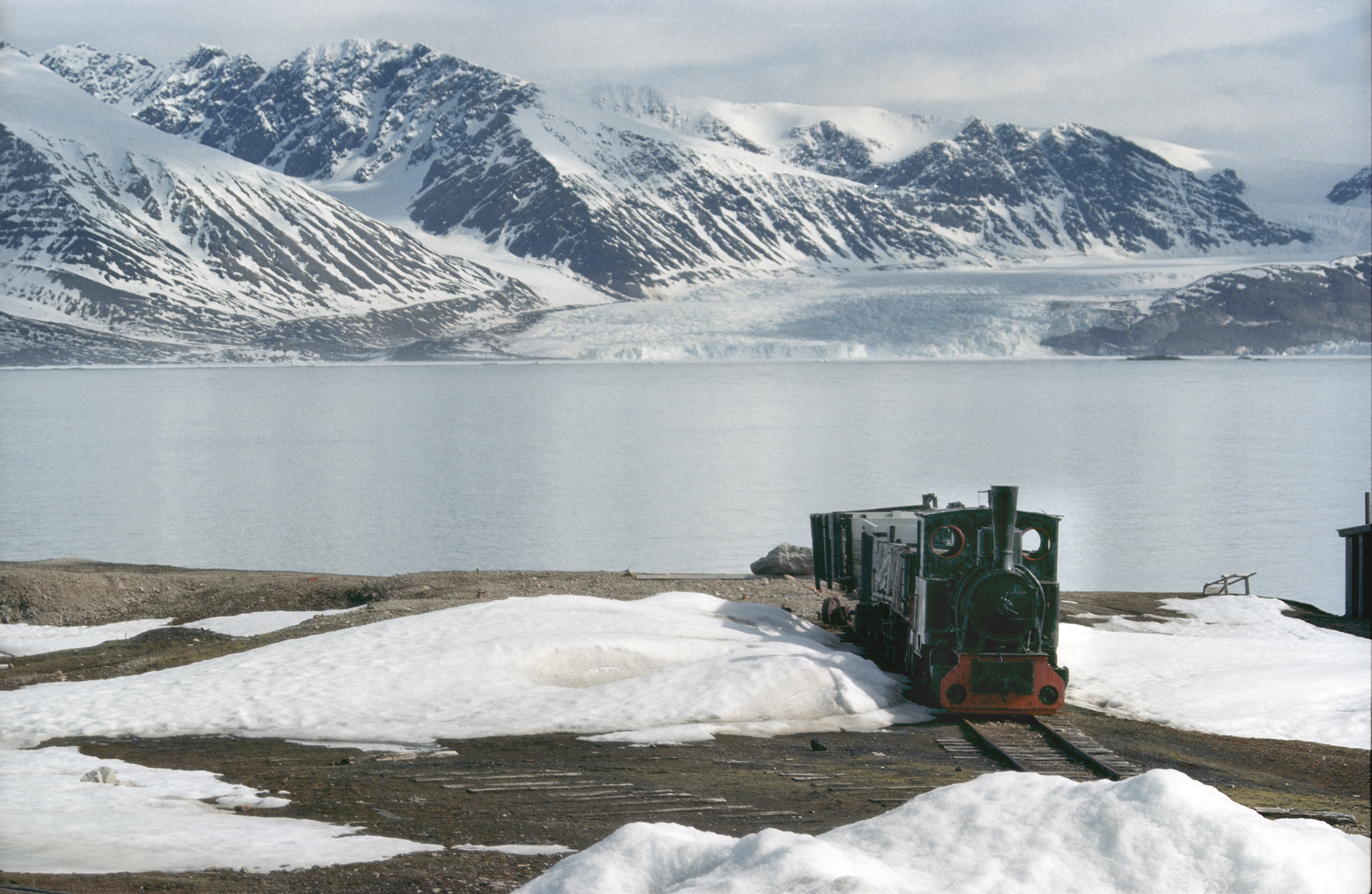
ニーオーレスン近くの廃線に放置された機関車

狭軌の鉱山鉄道は、多くの場所、特にニーオーレスンとグルマント（それぞれノルウェー人とソビエト人によって建設された）で運営されていた。これらの鉄道のほとんどは放棄されたが、バレンツブルクの鉱山鉄道は2008年現在もまだ機能していると報告されている。